# Raphitoma bicolor
Raphitoma bicolor is een slakkensoort uit de familie van de Raphitomidae. De wetenschappelijke naam van de soort is voor het eerst geldig gepubliceerd in 1826 door Risso.